# Centrolew
Centrolew (polonès Centreesquerra) fou una coalició política polonesa creada després de les eleccions de 1928 formada pel Partit Popular Polonès-Piast, el Partit Camperol Polonès, el Partit Popular Polonès-Wyzwolenie, el Partit Socialista Polonès, la Narodowa Partia Robotnicza i el Partit Polonès Demòcratacristià, per tal de presentar una alternativa i oposar-se a Józef Piłsudski i el seu govern del Sanacja.
Quan es convocaren les eleccions parlamentàries poloneses de 1930 foren sotmesos a una intensa repressió i persecució polítiques que culminaren en els judicis de Brest el 1932, en el qual un dels seus caps, Wincenty Witos, fou condemnat a tres anys de presó. La coalició va perdre les eleccions i el 1931 es va dissoldre enmig de disputes internes.

## Composició
| Partit | Partit                            | Líder                     | Ideologia        | Posició        | Diputats |
| ------ | --------------------------------- | ------------------------- | ---------------- | -------------- | -------- |
|        | Partit Socialista Polonès         | Mieczysław Niedziałkowski | Socialdemocràcia | Esquerra       | 23 / 444 |
|        | Partit Camperol                   | Jan Dąbski                | Agrarisme        | Esquerra       | 18 / 444 |
|        | Partit Popular Polonès-Piast      | Wincenty Witos            | Agrarisme        | Centreesquerra | 15 / 444 |
|        | Partit Popular Polonès-Wyzwolenie | Maksymilian Malinowski    | Agrarisme        | Centreesquerra | 15 / 444 |
|        | Partit Nacional dels Treballadors | Karol Popiel              | Solidarisme      | Centre         | 8 / 444  |

## Resultats electorals
| Any  | Vots      | %     | Escons   | +/- |
| ---- | --------- | ----- | -------- | --- |
| 1930 | 1,965,864 | 17.35 | 79 / 444 | Nou |